# NetworkManager
NetworkManager је daemon (или сервис) који се налази на врху libudev- а и других интерфејса Linux кернела (и неколико других daemon-а) и он обезбеђује интерфејс високог нивоа за конфигурацију мрежних интерфејса.

## Образложење
NetworkManager је софтверски услужни програм који има за циљ да поједностави коришћење рачунарских мрежа . NetworkManager је доступан за Линукс кернеле и за друге оперативне системе који су слични Unix-у .

## Како они раде
За међусобно повезивање рачунара развијени су различити комуникациони протоколи, нпр IEEE 802.3 (Ethernet, Етернет), IEEE 802.11 ("wireless", "бежично"), IEEE 802.15.1 (Bluetooth, Блутут), PPPoE, PPPoA и још много тога. Сваки рачунар који учествује мора имати одговарајући хардвер, нпр. мрежну картицу или бежичну мрежну картицу и овај хардвер мора бити у складу са тим конфигурисан да би могао да успостави везу.
У случају монолитног кернела сви драјвери уређаја су део њега. Хардверу се приступа (и такође се конфигурише) преко његовог драјвера уређаја. У случају Линукса, кернел за сваки драјвер уређаја омогућава приказ у облику датотеке уређаја. Све датотеке уређаја налазе се у директоријуму /dev, а традиционално се датотеке уређаја за Етернет хардвер називају eth0, eth1, итд. Од кад постоји systemd, они се називају другачијим скраћеницама: enp4s0 итд. (Ова апстракција се назива све је датотека концепт. )
Све у корисничком простору приступа хардверу преко своје датотеке уређаја. Конфигурациони услужни програм за конфигурисање хардвера и програма као што су веб претраживач / SSH / NTP -client/итд. користи се за слање и примање мрежних пакета.

### Конфигурација мрежних интерфејса без NetworkManager-a
На Линукс-у и свим оперативним системима сличним Unix-у, услужни програми ifconfig и новији програм ip (из iproute2 -bundle) се користе за конфигурисање IEEE 802.3 и IEEE 802.11 хардвера. Ови услужни програми директно конфигуришу језгро и конфигурација се одмах примењује. Након покретања, корисник би морао поново да конфигурише поменуто.
Да би се применила иста статичка конфигурација после сваког покретања програма, користе се PID1-програми: System V init извршава shellскрипте и бинарне програме, systemd анализира сопствене конфигурационе фајлове (и извршава програме). Конфигурација покретања за мрежне интерфејсе се чува у /etc/network/interfaces за Дебиан Линукс дистрибуције и његове деривате или ifcfg датотеке у /etc/sysconfig/network-scripts/ за Федору и њене деривате, а DNS сервере у /etc/resolv.conf . /etc/network/interfaces или /etc/sysconfig/network-scripts/ifcfg-* можемо дефинисати статичку IP адресу или dhclient који ће се користити, а све врсте VPN -а се такође могу конфигурисати овде.
У случају да се конфигурација мора променити, DHCP -протокол иде веома далеко да би то урадо аутоматски, а да корисник то ни не примети.

### Конфигурација мрежних интерфејса са НетворкМанагер-ом
- НетворкМанагер је доступан преко dbus -а.
- Конфигурација се чува у /etc/NetworkManager/NetworkManager.conf

Међутим, динамичке конфигурације (тј. оне које нису ускладиштене у статичкој конфигурационој датотеци већ су преузете изван хоста и потенцијално се мењају након покретања) биле су све чешћа конфигурација, посебно зато што смо са физички прилично великих сервера прешли на преносиве хостове који могу бити укључени и искључени (или премештени са WiFi приступне тачке на другу WiFi приступну тачку) по жељи корисника. Bootp је био стари протокол који се користио за ово, а до данас је његов потомак DHCP и се и даље често користи. Многи системи слични Unix-у укључују програм који се зове dhclient за руковање овом динамичком конфигурацијом. С обзиром на релативно статичну или једноставну динамичку конфигурацију, статичка конфигурација коју је dhclient изменио веома добро функционише. Међутим, како мреже и њихове топологије постају све сложеније данас, централни менаџер за све информације о конфигурацији мреже постаје важнији.

#### Архитектура софтвера
NetworkManager има две компоненте:
1. NetworkManager daemon, стварни софтвер који управља везама и извештава о променама на мрежи
2. неколико графичких фронт-енд-ова за различита графичка окружења радне површине, као што су ГНОМЕ Схелл, GNOME Shell, GNOME Panel, KDE Plasma Workspaces, Cinnamon, итд.

Програмери су намеравали да обе компоненте буду релативно преносиве, а applet је доступан за десктоп окружења која имплементирају Freedesktop.org Системски Tray Протокол,  укључујућиGNOME, KDE Plasma Workspaces, Enlightenment (софтвер) и Xfce . Како компоненте комуницирају преко D-Bus-а, апликације могу бити написане тако да буду „свесне везе “ или да у потпуности замене обезбеђени applet. Један пример је NetworkManager - а, KDE фронтенд за NetworkManage који је развио Novell за SUSE Linux .

##### Графички фронт-ендови и интерфејси командне линиј
nm-applet
nm-applet је GNOME applet за NetworkManager.
nmcli
nmcli је NetworkManager-ов уграђени интерфејс командне линије који је додат 2010.  nmcli омогућава једноставан приказ тренутног статуса NetworkManager-а, управљање везама и уређајима, надгледање веза.
nmtui
nmtui је уграђени кориснички интерфејс заснован на тексту .  nmtui је релативно базичан у поређењу са nmcli, који корисницима омогућава само да додају/уреде везу, активирају везу и подесе име хоста система.
cnetworkmanager
cnetworkmanager интерфејс командне линије за NetworkManager. 

### Помоћник за конфигурацију мобилног широког приступа
Antti Kaijanmäki је најавио развој помоћника за конфигурацију мобилног широког приступа за NetworkManager у априлу 2008. године;  постао је доступан у NetworkManager верзији 0.7.0. Заједно са пакетом mobile-broadband-provider-info, веза се лако конфигурише.

## Историја
Red Hat је захтевао покретање пројекта NetworkManager  2004. године са циљем да омогући корисницима Линукса-а да се лакше носе са потребама модерног умрежавања, посебно када је у питању бежичним умрежавањем . NetworkManager користи опортунистички приступ избору мреже, покушавајући да користи најбољу доступну везу када дође до прекида или док корисник лута између бежичних мрежа. Преферирају се Етернет везе у односу на „познате“ бежичне мреже, које су префериране у односу на бежичне мреже са SSID -овима на које се корисник никада није повезао. Од корисника се по потреби тражи WEP или WPA кључ.
Пројекат NetworkManager је био међу првим великим Линукс десктоп компонентама које су често користиле D-Bus и HAL . Од јуна 2009., међутим, НетворкМанагер више не зависи од HAL-а, а од 0.9.10 (отприлике 2014.) не захтева ни да D-Bus daemon буде покренут за root операције. 